# Karan Armstrong
Karan Armstrong (ur. 14 grudnia 1941 w Havre w stanie Montana, zm. 28 września 2021 w Marbelli) – amerykańska śpiewaczka operowa, sopran.

## Życiorys
Ukończyła Concordia College w Moorhead w stanie Minnesota, gdzie w 1963 roku uzyskała stopień Bachelor of Arts. Początkowo uczyła się gry na fortepianie, później zdecydowała się na lekcje śpiewu u Lotte Lehmann. Zadebiutowała w 1966 roku w San Francisco jako Elvira we Włoszce w Algierze Gioacchino Rossiniego. W latach 1966–1969 występowała w drobnych rolach w nowojorskiej Metropolitan Opera. Od 1975 do 1978 roku była członkiem zespołu New York City Opera. W 1976 roku wyjechała do Europy, gdzie debiutowała w operze w Strasburgu tytułową rolą w Salome Richarda Straussa. W 1979 roku wystąpiła na festiwalu w Bayreuth w roli Elzy w Lohengrinie. W 1981 roku debiutowała na scenie Covent Garden Theatre w Londynie, wykonując tytułową rolę w Lulu Albana Berga. Wystąpiła w prapremierowych przedstawieniach oper Jesu Hochzeit Gottfrieda von Einema (1980, w roli Śmierci) i Lou Salomé Giuseppe Sinopolego (1981, w roli tytułowej). 
Występowała na czołowych scenach europejskich, m.in. w Wiedniu, Monachium, Paryżu i Hamburgu. Do jej popisowych partii należały Musetta i Mimi w Cyganerii, Norina w Don Pasquale, Gilda w Rigoletcie, Nedda w Pajacach, Tosca w Tosce.
Jej mężem był reżyser Götz Friedrich.